# Paul Denton
Paul Denton är en karaktär från spelen Deus Ex och Deus Ex: Invisible War.
Paul Denton är den första nano-augmenterade agenten i världen, han skapades i ett hemligt projekt som Majestic 12 ligger bakom. Han jobbade för UNATCO innan han bytte sida och började hjälpa olika andra organisationer som motsätter sig Majestic 12s kontroll över världen. Spelaren, JC Denton, är Pauls yngre bror och man kan faktiskt välja om Paul ska dö eller leva i spelet. Men efter denna punkt så gör Paul bara marginella återkomster genom spelet, om man valde att låta honom leva (egentligen väljer man om man vill stanna och slåss eller fly i Pauls lägenhet, stannar man så överlever han).
Trots valet man tog i första spelet återkommer Paul i uppföljaren, Deus Ex: Invisible War. Även här spelar han en marginell roll då han stödjer sin bror, och även här får man välja om man ska döda honom eller låta honom leva (beroende på vilken organisation man väljer att stödja).